# WBSC Europe
La WBSC Europe, anteriormente llamada Confederación Europea de Béisbol (en inglés: Confederation of European Baseball, en francés: Confédération Européenne de Baseball, CEB), es el ente rector del deporte del béisbol en Europa, el cual es responsable de los torneos del continente como el Campeonato de Europa de Béisbol, y a su vez, forma parte de la Federación Internacional de Béisbol.

## Historia
La confederación fue creada en abril del año 1953 en París, Francia por iniciativa de 5 asociaciones europeas: Bélgica, Alemania Occidental, Francia, Italia y España con el nombre Federación Francesa y Europea de Béisbol (FEB), teniendo como su primer presidente al italiano Steno Borghese. Un año más tarde organizaron el primer torneo de béisbol en Europa, el Campeonato de Europa de Béisbol que se realizó en Bélgica y donde Italia se consagró campeón.
En 1956 se unió un sexto integrante, Países Bajos y un año después se unión Suecia, y para 1960 fue aceptado Reino Unido. En 1963 la FEB organizó el primer torneo de clubes de béisbol en Europa.
En 1971 hubo un cambio de presidente y también se dio la inclusión de San Marino como el noveno miembro de la confederación,y un año después la confederación cambia su nombre por el de Confederación Europea de Béisbol Aficionado (CEBA). En 1974 se realiza el primer campeonato sub-18 de Europa, el cual ganó Países Bajos, así como el primer torneo sub-16 un año después y para 1979 Dinamarca se une como el décimo miembro de la confederación.
En la década de los años 1990s la cantidad de miembros de la confederación aumentó a 33 y para 1994 cambió su nombre por el actual eliminando la palabra Aficionado, creando la supercopa de béisbol (CEB Cup).

## Miembros
Actualmente la CEB cuenta con 38 miembros:
| - Austria(1983–) - Bielorrusia(1994–) - Bélgica(1953–) - Bulgaria(1992–) - Croacia(1992–) - Chipre(1999–) - República Checa(1993–) - Dinamarca(1979–) - Estonia(1992–) - Finlandia(1981–) | - Francia(1953–) - Georgia(1992–) - Alemania(1953–) - Reino Unido(1960–) - Grecia(1999–) - Hungría(1993–) - Irlanda(1994–) - Israel(1995–) - Italia(1953–1967, 1969–) - Letonia(2009–) | - Lituania(1992–) - Malta(1983–) - Moldavia(1993–) - Países Bajos(1956–1967, 1969–) - Noruega(1993–) - Polonia(1990–) - Portugal(1994–) - Rumania(1991–) - Rusia(1992–) - San Marino(1971–) | - Serbia(2006–) - Eslovaquia(1993–) - Eslovenia(1992–) - España(1953–) - Suecia(1957–) - Suiza(1982–) - Turquía(2001–) - Ucrania(1992–) |

### Miembros anteriores
| - Armenia(1994–2011) - Checoslovaquia(1989–1993) - Serbia y Montenegro(1996–2006) - Unión Soviética(1988–1992) - Túnez(1957–1962) - Yugoslavia(1983–1992) |

## Rankings
Cuando la Federación Internacional de Béisbol publicó su primera clasificación mundial, Países Bajos fue la selección europea mejor ubicada. En ese tiempo los únicos torneos continentales reconocidos eran las Eurocopas de 2005 y del 2007, las cuales ganó Países Bajos.
| Posiciones a julio de 2015 | Posiciones a julio de 2015 | Posiciones a julio de 2015 | Posiciones a julio de 2015 |
| CEB Rank                   | IBAF Rank                  | País                       | Pts                        |
| -------------------------- | -------------------------- | -------------------------- | -------------------------- |
| 1                          | 5                          | Países Bajos               | 433.50                     |
| 2                          | 11                         | Italia                     | 196.18                     |
| 3                          | 16                         | España                     | 105.52                     |
| 4                          | 17                         | Alemania                   | 78.90                      |
| 5                          | 24                         | República Checa            | 68.93                      |
| 6                          | 19                         | Israel                     | 55.47                      |
| 7                          | 22                         | Reino Unido                | 50.56                      |
| 8                          | 31                         | Francia                    | 46.75                      |
| 9                          | 30                         | Rusia                      | 24.85                      |
| 10                         | 35                         | Bélgica                    | 18.00                      |
| 11                         | 39                         | Austria                    | 12.28                      |
| 12                         | 40                         | Eslovenia                  | 12.25                      |
| 13                         | 42                         | Grecia                     | 11.13                      |
| 14                         | 43                         | Croacia                    | 10.25                      |
| 15                         | 45                         | Ucrania                    | 9.69                       |
| 16                         | 47                         | Rumania                    | 8.92                       |
| 17                         | 53                         | Suecia                     | 7.13                       |
| 18                         | 54                         | Hungría                    | 6.35                       |
| 19                         | 55                         | Irlanda                    | 6.24                       |
| 20                         | 56                         | Bulgaria                   | 6.04                       |
| 21                         | 57                         | Lituania                   | 6.01                       |
| 22                         | 59                         | Suiza                      | 4.92                       |
| 23                         | 60                         | Eslovaquia                 | 4.63                       |
| 24                         | 61                         | Polonia                    | 4.58                       |
| 25                         | 62                         | Bielorrusia                | 4.15                       |
| 26                         | 64                         | Finlandia                  | 3.52                       |
| 27                         | 65                         | Letonia                    | 2.45                       |
| 28                         | 68                         | Georgia                    | 1.03                       |
| 29                         | 70                         | Noruega                    | 0.25                       |
| 29                         | 70                         | Serbia                     | 0.25                       |
| No Clasificados            |                            |                            |                            |
| Chipre                     | 0.00                       |                            |                            |
| Dinamarca                  | 0.00                       |                            |                            |
| Estonia                    | 0.00                       |                            |                            |
| Malta                      | 0.00                       |                            |                            |
| Moldavia                   | 0.00                       |                            |                            |
| Portugal                   | 0.00                       |                            |                            |
| San Marino                 | 0.00                       |                            |                            |
| Turquía                    | 0.00                       |                            |                            |